# Гинка Билярска
Гинка Димитрова Билярска (1946 – 2007) е българска поетеса, авторка на пиеси, стихове (хайку, на които е посветила голяма част от живота си), есета, статии и др. Нейните хайку са публикувани на 9 различни езика в 11 държави. Авторка е на книги за деца.

## Биография
Родена е през 1946 г. Завършва Славянска филология в Софийския държавен университет през 1968 г. Работи повече от двадесет години като журналистка и от 1973 г. е член на СБЖ. Ходи на езикови и журналистически специализации в Бирмингам и Москва.
Носителка е на награди от редица български и чужди конкурси: „Поезия за морето“ (1996), „Яворови дни“ (2000; 2002), Хайку конкурс (Русия, 2005), Хайку на месеца (САЩ, 2006), Хайку конкурс (Лудбрег – Хърватия, 2007). Отличена е за пиеса от Националния преглед на кукленото изкуство (2005). Носител на наградата „Златно перо“. Председателка на Българския хайку клуб.
Умира през 2007 г. Погребана е в София.

## Избрана библиография

### Нейни творби
- „Да играем на театър“ (1986)
- „Направи си книжка сам“ (1987)
- „Брависимо“ (1997)
- „Vivo-vivace“ (1997)
- „Хайку“ (1998)
- „Хайку. Танка“ (2000)
- „Денят на пеперудата“ (2001)
- „Вишнево хайку“ (2002)

### Съставени от нея антологии
- „Цветето. Антология с българско хайку“ (2002)
- „Розата. Антология с европейско хайку“ (2003)
- „Пътят. Антология на съвременното световно хайку“ (2004).